# General Chaos
General Chaos (с англ. — «Генерал Хаос», также можно перевести как «Всеобщий хаос») — видеоигра в жанре тактики в реальном времени, разработанная студией Game Refuge и изданная компанией Electronic Arts эксклюзивно для игровой приставки Mega Drive/Genesis в 1994 году.

## Игровой процесс
Игрок может выбрать одну из четырёх команд солдат. Три из них состоят из пяти солдат различной специализации, одна — из двух коммандос. Действие игры происходит на одном экране и заключается в сражении между двумя командами с использованием огнестрельного оружия, гранат и рукопашного боя. Управление осуществляется с помощью курсора. В основном режиме прохождения нужно выбирать места проведения боя на карте, постепенно продвигаясь к базе врага (красная). Если же в бою выигрывает враг, то продвигается в сторону синей базы.
Игра имеет несколько режимов многопользовательской игры и поддерживает специальный адаптер, позволяющий подключать к игровой консоли четыре геймпада. Возможна игра двух игроков друг против друга или до четырёх игроков по двое на разных сторонах против компьютера. Также есть режим обучения. В игре присутствуют следующие разновидности солдат: гранатомётчик, огнемётчик, автоматчик, минокидатель, гранатометатель.
Игра выполнена в юмористическом, карикатурном стиле.

## Оценки и мнения
| Сводный рейтинг    | Сводный рейтинг |
| Агрегатор          | Оценка          |
| ------------------ | --------------- |
| MobyRank           | 68/100          |
| Иноязычные издания |                 |
| Издание            | Оценка          |
| AllGame            | [ 3 ]           |
| EGM                | 8/10            |
| Sega-16            | 8/10            |

General Chaos получила смешанные отзывы от журналистов, но в основном они носили позитивный характер. Electronic Gaming Monthly поставил игре 8 баллов из 10, назвав ее «непревзойдённым файтингом один на один» и похвалив юмор, вариативность игрового процесса и режим для четырёх игроков. GamePro также высоко оценил юмор и режим для четырёх игроков, а также искусственный интеллект противника и резюмировал, что «General Chaos сочетает в себе захватывающую стратегию боя, сложную тактику отряда и бой с нажатием кнопок в режиме реального времени с юмористической мультяшной графикой». В 2017 году Gamesradar поставил игру на 48-е место в списке «Лучшие игры для Sega Genesis/Mega Drive всех времён». На сайте MobyGames General Chaos имеет среднюю оценку в 68 баллов из 100 возможных.  